# Sykkylven
Sykkylven là một đô thị ở quận Møre og Romsdal, Na Uy.
Sykkylven đã được tách khỏi Ørskog vào ngày 1 tháng 8 năm 1883.
Đô thị này được đặt tên theo Sykkylvsfjorden (tiếng Na Uy Cổ Síkiflir). Cho đến năm 1889, tên này được viết là Søkelven, giai đoạn 1889-1917 Søkkelven, từ năm 1918 viết là Sykkylven.
Sykkylven là một phần của vùng Sunnmøre và bao bọc xung quanh bởi dãy núi Sunnmørsalpene. Sykkylven nổi tiếng với nghề nội thất với các công ty như Ekornes, Hjellegjerde, Brunstad, Hjelle và Cylindra.